# Éric Lacroix
Éric Lacroix (* 15. Juli 1971 in Montréal, Québec) ist ein ehemaliger kanadischer Eishockeyspieler und -funktionär, der im Verlauf seiner aktiven Karriere zwischen 1990 und 2001 unter anderem 502 Spiele für die Toronto Maple Leafs, Los Angeles Kings, Colorado Avalanche, New York Rangers und Ottawa Senators in der National Hockey League (NHL) auf der Position des linken Flügelstürmers bestritten hat. Im Anschluss an seine aktive Karriere war Lacroix unter anderem in zwei Amtszeiten als Funktionär bei seinem Ex-Klub Colorado Avalanche tätig sowie Teambesitzer der Arizona Sundogs aus der Central Hockey League (CHL). Sein Vater Pierre Lacroix war zwei Dekaden lang ebenfalls als Funktionär im Franchise der Colorado Avalanche beschäftigt.

## Karriere
Lacroix, der in der franko-kanadischen Metropole Montréal geboren wurde, ging während seiner Juniorenzeit zunächst für das High-School-Team der Governor Dummer Academy im US-amerikanischen Byfield im Bundesstaat Massachusetts aufs Eis. Dort spielte er zwischen 1989 und 1990 und wurde von dort im NHL Entry Draft 1990 in der siebten Runde an 136. Position von den Toronto Maple Leafs aus der National Hockey League (NHL) ausgewählt. In der Folge akzeptierte der Flügelstürmer ein Stipendium und studierte in den beiden folgenden Jahren an der St. Lawrence University in Canton im US-Bundesstaat New York. Parallel zu seinem Studium lief der Kanadier für das Eishockey-Universitätsteam St. Lawrence Saints in der ECAC Hockey, einer Division im Spielbetrieb der National Collegiate Athletic Association (NCAA), auf. Nachdem er in seinem ersten Jahr in All-Rookie Team der Division gewählt worden war, gewann er selbige in der folgenden Saison mit seinem Team.
Nach dem Meisterschaftserfolg wurde Lacroix von den Maple Leafs mit einem Profivertrag ausgestattet, womit seine Collegekarriere beendet war. Zwischen 1992 und 1994 spielte der Stürmer dabei hauptsächlich für das Farmteam St. John’s Maple Leafs in der American Hockey League. Sein NHL-Debüt gab Lacroix dabei im Verlauf der Saison 1993/94, als er zu drei Einsätzen für Toronto kam. Vor dem Beginn der NHL-Saison 1994/95, die durch den Lockout verspätet begann, transferierten die Toronto Maple Leafs den Angreifer mit Chris Snell und einem Viertrunden-Wahlrecht im NHL Entry Draft 1996 zu den Los Angeles Kings. Diese gaben dafür im Gegenzug gleich vier Spieler – nämlich Dixon Ward, Guy Leveque, Kelly Fairchild und Shayne Toporowski – ab. Bei den Kings wurde Lacroix zunächst bis zum Beginn der NHL-Spielzeit in diesem Jahr bei den Phoenix Roadrunners in der International Hockey League (IHL) eingesetzt, ehe er in den NHL-Kader Los Angeles’ aufrückte. In seinem zweiten Jahr bei den Kings stellte er mit 32 Scorerpunkten eine persönliche Bestmarke auf. Diese überbot er im folgenden Spieljahr um vier Punkte. Vor der Saison 1996/97 hatte ihn der amtierende Stanley-Cup-Sieger Colorado Avalanche, wo sein Vater Pierre als General Manager fungierte, per Transfer verpflichtet. Im Tausch für ihn wechselte Torhüter Stéphane Fiset zu den Kings. Ebenso tauschten beide Teams ihre Erstrunden-Wahlrechte im NHL Entry Draft 1998.
Wie bereits bei den Los Angeles Kings verbrachte der Offensivspieler ebenso zwei Jahre bei der Avalanche in Denver. Kurz nach dem Beginn der Saison 1998/99 kehrte Lacroix zu den Kings zurück, während Roman Vopat und ein Sechstrunden-Wahlrecht im NHL Entry Draft 1999 an Colorado gingen. Sein zweites Engagement in der kalifornischen Metropole dauerte jedoch lediglich dreieinhalb Monate und 27 Einsätze an, da er im Februar 1999 von der West- an die Ostküste zu den New York Rangers wechselte. Die Rangers schickten dafür Sean Pronger nach Los Angeles. Dort war Lacroix zwei Jahre im Einsatz. Zum Ende der Spielzeit 2000/01 wechselte er abermals; diesmal für Colin Forbes zum kanadischen Hauptstadtklub Ottawa Senators. Nach der Saison beendete er im Alter von 30 Jahren seine aktive Karriere.
Nach seinem frühzeitigen Karriereende wurde Lacroix vor der Saison 2001/02 von seinem Ex-Klub Colorado Avalanche verpflichtet, wo sein Vater weiterhin als General Manager im Amt war. Éric Lacroix war zunächst als Videoanalyst tätig, ehe er im Sommer 2002 zum Director of Hockey Operations befördert wurde. Diesen Posten füllte er drei Jahre aus, ehe er das Franchise verließ. Als Teambesitzer der neu gegründeten Arizona Sundogs aus der Central Hockey League war er in den folgenden vier Jahren mit dem Aufbau des Franchises betraut und gewann in der Saison 2007/08 – in der er zusätzlich als Assistenztrainer arbeitete – mit der Mannschaft den Miron Cup. Die Sundogs kooperierten bis 2007 mit der Colorado Avalanche und ab dann mit den Phoenix Coyotes. Bei den Coyotes war Lacroix zwischen 2008 und 2009 zusätzlich als Scout beschäftigt. Im Juni 2009 kehrte er wieder zur Colorado Avalanche zurück, wo er zum Vice President of Hockey Operations ernannt wurde. Im Jahr 2013 zog er sich endgültig aus dem operativen Eishockey-Geschäft zurück.

## Erfolge und Auszeichnungen
- 1991 ECAC All-Rookie Team
- 1992 Whitelaw-Cup-Gewinn mit der St. Lawrence University
- 2008 Miron-Cup-Gewinn mit den Arizona Sundogs (als Assistenztrainer und Teambesitzer)

## Karrierestatistik
(Legende zur Spielerstatistik: Sp oder GP = absolvierte Spiele; T oder G = erzielte Tore; V oder A = erzielte Assists; Pkt oder Pts = erzielte Scorerpunkte; SM oder PIM = erhaltene Strafminuten; +/− = Plus/Minus-Bilanz; PP = erzielte Überzahltore; SH = erzielte Unterzahltore; GW = erzielte Siegtore; 1 Play-downs/Relegation; Kursiv: Statistik nicht vollständig)